# ویلیام سیلور الیور
ویلیام سیلور اُلیور (انگلیسی: William Silver Oliver؛ ‏ ۱۸۳۶ – ۲۷ آوریل ۱۹۰۸) جراح ایرلندی‌الاصل اهل کانادا بود که امروزه نامش به‌دلیل تشریح نشانه الیور در یادها مانده است. وی تحصیلاتش را در هالیفاکس به اتمام رساند و از سال ۱۸۵۷ به نیروی زمینی بریتانیا پیوست و بیشتر در هند و کانادا خدمت کرد. او تا مقام «قائم مقام جراح کل» در ارتش بالا رفت و تا هنگام بازنشستگی خود در سال ۱۸۸۳ در هالیفاکس مستقر بود. او پس از خدمت در «سپاه تفنگداران پیاده‌نظام شصتم» و دیدن نیازهای آنان، برخی تجهیزات مورد نیاز برای پیاده‌نظام ارتش کانادا را طراحی کرد. اُلیور پس از یک بیماری طولانی در حالی که ۳ سال آخر عمر خود را در انگلستان گذرانده بود، درگذشت.